# Jean Becquerel
Jean Becquerel (5 de febrero de 1878 - 4 de julio de 1953) fue un físico francés, hijo del Premio Nobel Henri Becquerel. Trabajó en las propiedades ópticas y magnéticas de los cristales, descubriendo la rotación del plano de polarización producida por un campo magnético. También publicó un libro de texto sobre la Teoría de la relatividad. En 1909 se convirtió en el cuarto miembro de su familia en ocupar la cátedra de física en el Museo Nacional de Historia Natural de Francia, siguiendo los pasos de su padre, su abuelo Alexandre-Edmond Becquerel y su bisabuelo Antoine César Becquerel.

## Obras seleccionadas
- Principe de Relativité et la Théorie de la Gravitation, Conferencias impartidas en 1921 y 1922 en la École Polytechnique y en el Muséum d'Histoire Naturelle en París, Gauthier-Villars & Co. 1922